# Het licht van Ixo
Het licht van Ixo (1980) is het tiende album van Yoko Tsuno door Roger Leloup.

## Verhaal
Dit avontuur brengt Yoko, Ben en Paul weer terug naar Vinea. Khany moet de bron vinden van een mysterieus licht op de verlaten ijsmaan Ixo. Op deze planeet hebben de Vineanen decennialang allerlei giftige en andere gevaarlijke stoffen gedumpt. Een enorme robot, die Khany herkent als een Kork, vernielt hun transportvoertuigjes. Ben neemt het onbeschadigde exemplaar en gaat hulp halen, terwijl Yoko en Khany verder op onderzoek uit gaan.
Ze vinden uiteindelijk een ernstig gewonde vrouw, die verzorgd wordt door een man. Het zijn inwoners van de ruimtestad Shyra. De stichters van deze stad waren gedwongen Vinea te verlaten tijdens het bewind van de Grote Gids (zie De drie zonnen van Vinea) Op de resten van een ontplofte ster bouwden zij een stad en het licht van Ixo verstuurt energie naar de stad voor de volgende vijfjaarlijkse omloop. De Shyranen hebben een enorme spiegel gebouwd om deze straal over te brengen. Vanwege de omstandigheden op Ixo worden daar doorgaans het uitschot van Shyra naartoe gestuurd. De leiders van de huidige kring hebben ieder hun vuige plannetjes die Yoko weet te verijdelen.
Uiteindelijk dwingt Yoko een bezoek aan Shyra af. Daar waarschuwt ze voor naderend onheil, maar ze wordt niet geloofd. Totdat de spiegel kapotgaat en de energiecircuits vernielt. Nu kan ze haar verhaal doen bij de Raad der Wijzen, en nadat de gewonde vrouw, de dochter van de Grote Ingewijde, is teruggekeerd. De Vineanen bieden hulp aan met vervoer van mensen en energievoorraden tussen Shyra en Ixo.